# Joan Hughes

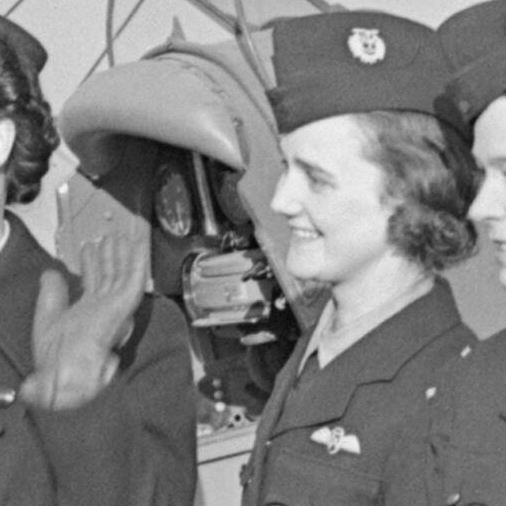
Joan Hughes

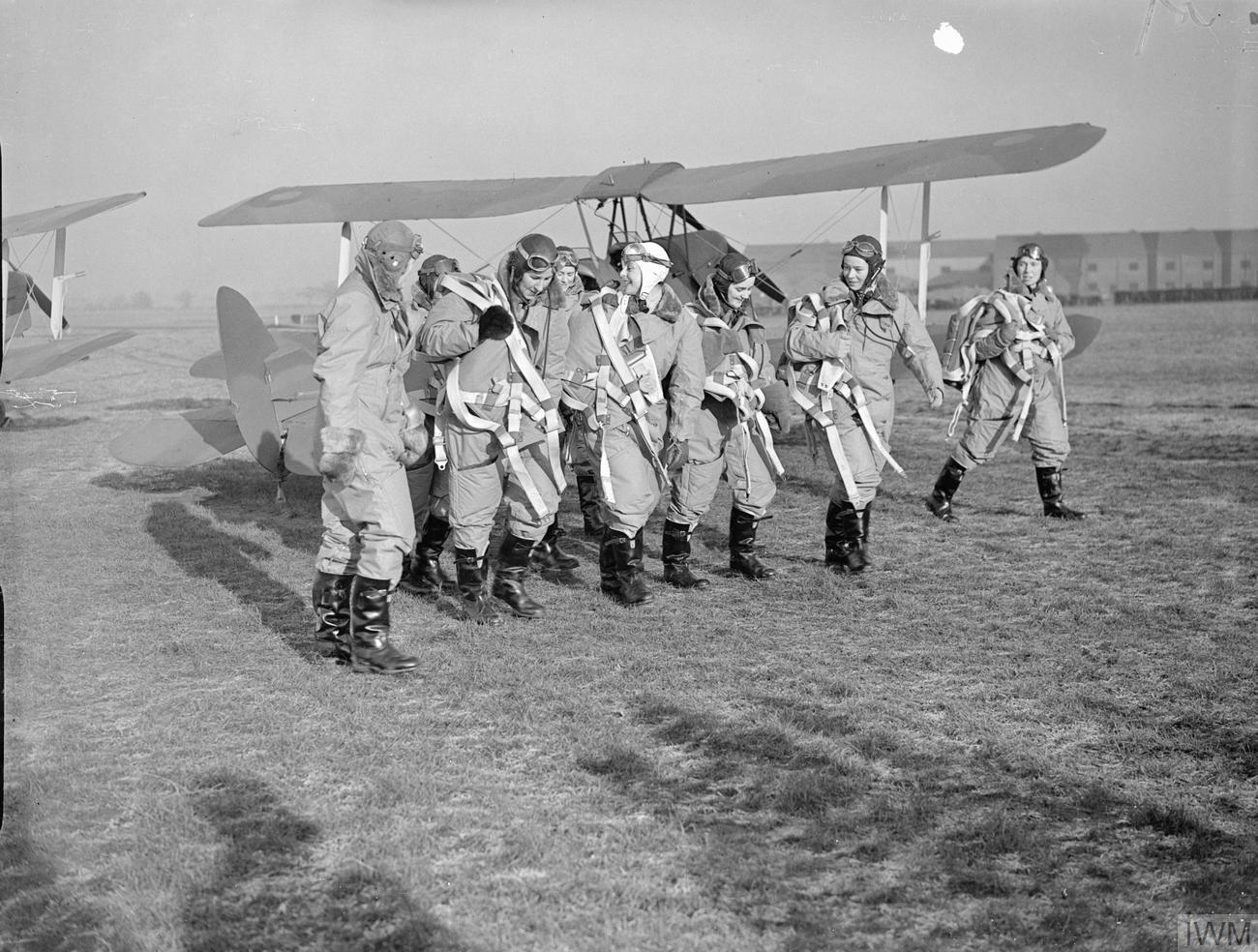
Die ersten Pilotinnen der ATA Womens’ Section vor einer de Havilland Tiger Moth. Von links nach rechts: Pauline Gower, Kommandantin der Frauenabteilung, M. Cunnison (teilweise verdeckt), Winifred Crossley, Margaret Fairweather, Mona Friedlander, Joan Hughes, G. Paterson und Rosemary Rees

 Joan Lily Amelia Hughes  (* 27. April 1918 in West Ham, England; † 16. August 1993 in Somerset, England) war eine englische Flugkapitänin und Stuntwoman. Sie flog im Zweiten Weltkrieg als Pilotin bei der Air Transport Auxiliary (ATA).

## Leben und Werk
Hughes begann mit 15 Jahren zusammen mit ihrem Bruder mit dem Flugtraining im East Anglian Aero Club und flog bald allein. Ein Unfall, bei dem ein sechzehnjähriger Junge getötet wurde, führte zu einer gesetzlichen Beschränkung von siebzehn Jahren für das Alleinfliegen, weshalb sie erst 1935 ihren Pilotenschein erhielt. Sie war derzeit mit 17 Jahren die jüngste qualifizierte Pilotin in Großbritannien. 1940 wurde sie als jüngste weibliche Pilotin in die ATA aufgenommen und gehörte zu den ersten acht weiblichen Piloten, die dem Dienst beitraten. Die Frauen flogen unbewaffnet, ohne Funk und navigierten durch Kartenlesen. Sie flog zunächst eine Tiger Moth vom Flugplatz Hatfield in Hertfordshire und danach alle Flugzeugtypen einschließlich schwerer viermotoriger Bomber wie der Short Stirling. Sie wurde eine leitende Pilotin und war die einzige Frau, die qualifiziert war, alle Arten von Militärflugzeugen zu unterrichten, die damals im Dienst waren. Nach dem Zweiten Weltkrieg war sie als Ausbilderin tätig und unterrichtete viele Kadetten des Air Training Corps, die Royal Air Force -Piloten wurden. 1961 erhielt sie die Jean Lennox Bird Trophy, da sie mehr als 50 Piloten ausgebildet hatte. In den 1960er Jahren war sie Fluglehrerin bei der Airways Aero Association, zuerst am White Waltham Airfield und dann am Booker Airfield. 1964 wurde sie aufgrund ihres geringen Gewichts und ihrer beträchtlichen Erfahrung angeworben, um eine Nachbildung des Eindeckerflugzeugs Santos-Dumont Demoiselle von 1909 zu testen und schließlich für die Dreharbeiten zum Film These Magnificent Men in Their Flying Machines von 1965 zu fliegen. Sie flog auch Nachbauten von Flugzeugen des Ersten Weltkriegs für den Film The Blue Max (1966) und einen Tiger-Moth-Doppeldecker für die Live-Action-Flugaufnahmen in Thunderbird 6 (1968). Wegen dieses Films landete sie vor Gericht, da sie angeblich auf gefährliche Weise unter einer Autobahnbrücke geflogen war. Sie ging 1985 in den Ruhestand, nachdem sie mehr als 10.000 Stunden damit verbracht hatte, andere Piloten zu unterweisen. Sie starb 1993 in Taunton im Alter von 75 Jahren an Krebs.

## Ehrungen
1946 wurde sie für ihre Kriegsarbeit zum Mitglied des Order of the British Empire (MBE) ernannt. 1967 verlieh ihr der Royal Aero Club von Großbritannien die Bronzemedaille für herausragende Verdienste um die Luftfahrt in allen Bereichen. Eine Busgesellschaft in Hatfield benannte acht Busse nach den „ersten acht“ der Tiger-Moth-Pilotinnen in der ATA, einschließlich Hughes. 2008 erhielten die fünfzehn überlebenden weiblichen Mitglieder der ATA (und 100 überlebende männliche Piloten) von Premierminister Gordon Brown eine Sonderauszeichnung.

## Filmographie
- 1966: Der blaue Max (Luftstunts)
- 1965: Die tollkühnen Männer in ihren fliegenden Kisten (Stuntpilot)
- 1968: Thunderbird 6